# Richard Walsh
Richard Walsh, född 1 december 1988 i Sydney, är en australisk MMA-utövare som 2014–2016 tävlade i organisationen Ultimate Fighting Championship.